# Venus d'Hiroshima
Venus d'Hiroshima és una pintura sobre tela feta per Armand Cardona Torrandell el 1962 i que està exposada a la Biblioteca Armand Cardona Torrandell, des de l'octubre de 2011, cedides en dipòsit per la família a la ciutat de Vilanova i la Geltrú.

## Descripció
Sobre un fons blau de textura vaporosa destaca una figura platejada en el centre del quadre. És una obra de contrastos tant a nivell de textures com de contingut. El títol convida a l'espectador a la reflexió a través d'un joc de contraris: “Venus”, com a símbol de l'amor, la vida i la bellesa i “Hiroshima” que des de 1945 s'havia convertit en símbol de mort, dolor i destrucció. Tot i ser una obra lligada encara a l'informalisme, per temàtica entronca ja amb la pintura més compromesa i crítica que caracteritza bona part de les creacions de l'Armand Cardona. El pintor imagina espais abstractes per transmetre estats emocionals: la fascinació paorosa per l'inconegut, l'energia brutal d'una exposició atòmica, la pululante vida de la infinitamente pequeño.
L'obra té un sentit intencionadament social i crític.